# Jean-Baptiste Fouque
Jean-Baptiste Fouque, né le 12 septembre 1851 à Marseille où il est mort le 5 décembre 1926, est un prêtre catholique français engagé dans l'action sociale. Il est le fondateur de l'hôpital Saint Joseph de Marseille. Il est vénéré comme bienheureux par l'Église catholique et fêté le 5 décembre. 

## Biographie

### Ministère sacerdotal
Formé à l'école du serviteur de Dieu, Joseph-Marie Timon-David, il incarne, à la suite de son maître spirituel et de Jean-Joseph Allemand, le grand mouvement du catholicisme social. Ordonné prêtre, le 10 juin 1876, il demeure vicaire paroissial durant toute sa vie. Vicaire à Auriol, de décembre 1877 à juillet 1885, à La Major entre 1885 et 1888, il arrive à la paroisse de la Sainte-Trinité, le 15 avril 1888, et y demeure 38 ans, jusqu'à sa mort survenue le 5 décembre 1926.
Le 6 avril 1888, il inaugure une maison d'accueil, La Sainte Famille, pour les jeunes filles, confiée plus tard aux religieuses de la Présentation de Tours. En décembre 1891, M. Payan d'Augery, vicaire général, lui demande de s'occuper de ceux qui sont les plus abandonnés, les garçons sans famille. Le 3 octobre 1892, après une messe à Notre-Dame-de-la-Garde, il crée, rue Villa Paradis, le premier berceau de L'Enfance délaissée, transféré en 1894 au quartier Sainte Anne, sous le nom de Maison des Saints Anges Gardiens, confiée aux Filles de la charité.
En 1901, Jean-Baptiste Fouque rattache l'œuvre de la Sainte Famille à l'œuvre de Protection de la Jeune Fille et constitue le comité des Dames Patronnesses de la Maison d'accueil, Les Amies du Foyer.
En 1903, il crée un restaurant féminin et une maison d'accueil pour les domestiques et employées sans famille à Marseille. La même année il rouvre l'ancien pensionnat des Dames de la Doctrine Chrétienne, rue Dieudé, à l'origine du cours Saint Thomas d'Aquin.
En 1905, dans l'ancien couvent des Sacramentines du Prado, il crée l'œuvre de la Salette pour les personnes âgées, transférée à la maison de Montval au Cabot, en 1945.
Le 27 novembre 1913, il établit l'œuvre de l'Enfance coupable à Saint-Tronc et la confie aux prêtres de Saint-Pierre-ès-Liens de l'abbé Fissiaux.

### Première Guerre mondiale
Pendant la Première Guerre mondiale, l'abbé Fouque ouvre les portes du Prado aux blessés et, en 1917, les Américains réquisitionnent l'ensemble des locaux pour y installer un hôpital destiné à leurs troupes. Les œuvres de l'abbé doivent alors déménager. À la fin de la guerre, les américains repartent, laissant derrière eux tout le matériel médical acquis pour soigner les blessés de guerre. Sans moyens financiers, l'abbé s'engage à reprendre tout le matériel laissé sur place et fait appel à des médecins bénévoles pour assurer les soins et aux industriels et commerçants de la ville pour l'aider dans cette tâche et lui apporter les financements nécessaires. Il confie la gestion de l'établissement aux Sœurs dominicaines de la Présentation de Tours. Ces dernières sont restées présentes dans l'hôpital jusqu'en 1981.

### Hôpital Saint-Joseph

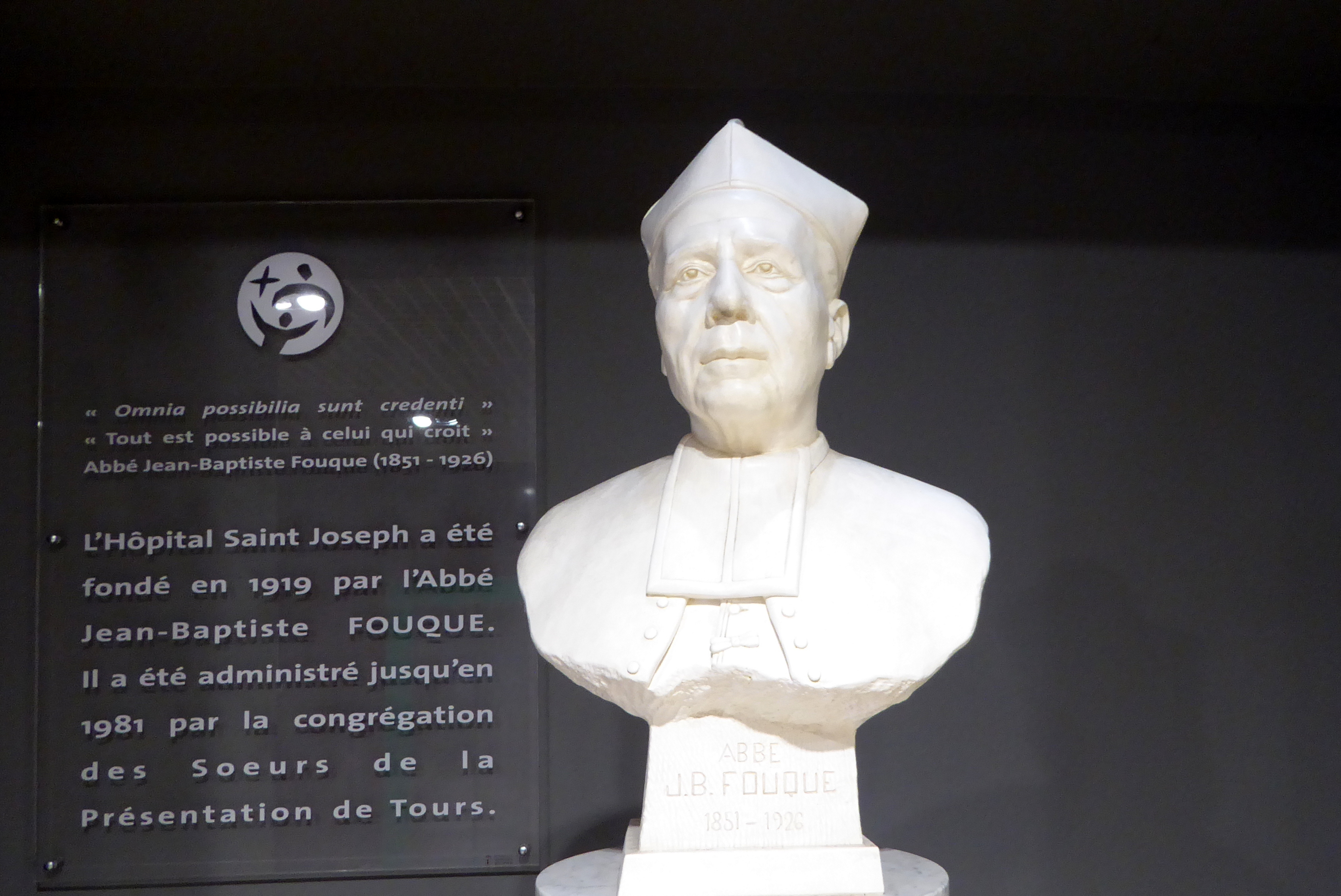
Buste de l'abbé Fouque à l'hôpital Saint-Joseph.

En 1919, dans le contexte difficile de l'après-guerre, l'abbé Jean-Baptiste Fouque décide la création à Marseille d'un grand hôpital catholique gratuit pour les nécessiteux. L'absence de tout système de protection sociale conférait un caractère d'urgence à ce projet auquel un groupe de familles marseillaises se rallie avec générosité. L'abbé Fouque s'attache alors à la transformation d'un ancien couvent édifié en 1850, entre le quartier du Rouet et le Prado, par la congrégation des Sœurs de l'Adoration Perpétuelle du Saint Sacrement.
Le 20 mars 1921, dans ces mêmes locaux, il inaugure l'hôpital Saint-Joseph, pris en charge par les Sœurs de la Présentation de Tours, puis par la Fondation hôpital Saint-Joseph. Il ouvre également le château Saint-Ange à Montfavet (Vaucluse) pour l'enfance anormale.
Le 5 décembre 1926, l'abbé Fouque meurt à Saint-Joseph, son hôpital, salué par le peuple comme le « saint Vincent de Paul marseillais », épuisé par une vie tout entière donnée à Dieu et aux plus pauvres.

## Béatification
Le 29 avril 1993, son corps est transporté à l'hôpital Saint-Joseph où il repose à côté de la chapelle Saint Joseph, située au cœur de l'hôpital.
Le 7 décembre 2002, Bernard Panafieu, archevêque de Marseille, achève le procès diocésain en vue de la canonisation du serviteur de Dieu.
Le 21 décembre 2016, le pape François reconnaît ses vertus héroïques, au titre desquelles il est déclaré vénérable.
Le 18 décembre 2017, le pape reconnaît l'authenticité d'un miracle qui a été obtenu par l'intercession de l'abbé Fouque et signe le décret de béatification. Il est ainsi proclamé bienheureux lors d'une cérémonie qui est célébrée à la cathédrale Sainte-Marie-Majeure de Marseille le 30 septembre 2018